# Балакшин, Георгий Русланович
Георгий Русланович Балакшин (род. 6 марта 1980, Антоновка, Ленинский район, Якутская АССР) — российский боксёр якутского происхождения, выступавший в наилегчайшей весовой категории, общественный и политический деятель. Бронзовый призёр Олимпийских игр 2008 года, чемпион Европы 2002, 2004 и 2006 годов, многократный чемпион России (2000—2003, 2006, 2007 гг.), член Олимпийской сборной России 2004 и 2008 года. Заслуженный мастер спорта по боксу (2002).
Советник Главы Республики Саха (Якутия).

## Биография
Родился 6 марта 1980 года в Ленинском районе Якутской АССР. По национальности саха. Активно заниматься боксом начал в возрасте девяти лет под руководством тренера Артура Иннокентьевича Пахомова.
С 1997 года — тренер-преподаватель школы высшего спортивного мастерства в Якутске.
В 2006 году окончил Институт физической культуры и спорта Якутского государственного университета имени М. К. Аммосова.
2 марта 2008 — 19 апреля 2013 — депутат Государственного Собрания (Ил Тумэн) IV созыва.
В июне 2010 года был избран представителем Государственного собрания Якутии в Совете Федерации РФ.
С 21 марта 2013 года — первый заместитель министра спорта Республики Саха (Якутия).
С 24 ноября 2016 года по 2018 год министр спорта Республики Саха (Якутия).

## Спортивная карьера

### Чемпионат мира по боксу 2001
- 1/8 финала: победа по очкам (23:15) над алжирким боксёром Мебареком Солтани
- 1/4 финала: победа по очкам (30:23) над румынским боксёром Богданом Добреску
- 1/2 финала: поражение по очкам (16:25) от украинского боксёра Владимира Сидоренко

### Чемпионат Европы по боксу 2002
- 1/8 финала: победа по очкам (21:8) над немецким боксёром Рустамходжой Рахимовым
- 1/4 финала: победа за явным преимуществом во втором раунде над азербайджанским боксёром Руфагом Мамедовым
- 1/2 финала: победа за явным преимуществом в третьем раунде над молдавским боксёром Игорем Самойленко
- финал: победа по очкам (28:18) над болгарским боксёром Александром Владимировым

### Олимпийские игры 2004
- 1/32 финала: победа по очкам (26:15) над алжирским боксёром Мебареком Солтани
- 1/16 финала: победа по очкам (29:20) над казахстанским боксёром Миржаном Рахимжановым
- 1/8 финала: поражение от кубинского боксёра Юриоркисы Гамбоа по очкам (18:26)

### Чемпионат Европы по боксу 2004
- 1/16 финала: победа по очкам (16:8) над армянским боксёром Вачаганом Авагяном
- 1/8 финала: победа ввиду неявки белорусского боксёра Бато-Мунко Ванкеева
- 1/4 финала: победа по очкам (37:17) над французским боксёром Жеромом Томой
- 1/2 финала: победа по очкам (26:15) над немецким боксёром Рустамходжой Рахимовым
- финал: победа по очкам (39:21) над грузинским боксёром Николосом Изорией

### Чемпионат Европы по боксу 2006
- 1/8 финала: победа по очкам (27:3) над чешским боксёром Франтишеком Фабером
- 1/4 финала: победа по очкам (34:16) над молдавским боксёром Игорем Самойленко
- 1/2 финала: победа по очкам (28:9) над белорусским боксёром Бато-Мунко Ванкеевым
- финал: победа по очкам (43:30) над азербайджанским боксёром Самиром Мамедовым

### Чемпионат мира по боксу 2007
- 1/32 финала: победа по очкам (25:11) над французским боксёром Жеромом Тома
- 1/16 финала: победа ввиду травмы над киргизским боксёром Нурланом Айдарбеком Улу
- 1/8 финала: победа по очкам (14:9) над индийским боксёром Джитендером Кумаром
- 1/4 финала: поражение по очкам (13:23) от американского боксёра Роши Уоррена

### Олимпийские игры 2008
- 1/8 финала: победа по очкам (12:4) над казахским боксёром Миратом Сарсембаевым
- 1/4 финала: победа по очкам (15:11) над индийским боксёром Джитендером Кумаром
- 1/2 финала: поражение в упорном поединке по очкам (8:9) от кубинского боксёра Андри Лаффита Эрнандеса

## Награды и звания
- Заслуженный мастер спорта России
- Заслуженный работник физической культуры Республики Саха (Якутия) (2002)
- Знак отличия «Гражданская доблесть» (2003)
- Орден «Полярная звезда» (2008)[5]
- Медаль ордена «За заслуги перед Отечеством» I степени (2009)[6]
- Почётный гражданин Нюрбинского улуса (1998)[7]
- Почётный гражданин Октябрьского наслега Нюрбинского улуса[8]

## Личная жизнь
Бывшая жена — Мария Балакшина (Ефимова), по образованию юрист. У супругов есть сын Дмитрий.